# Associazione della Famiglia Romanov

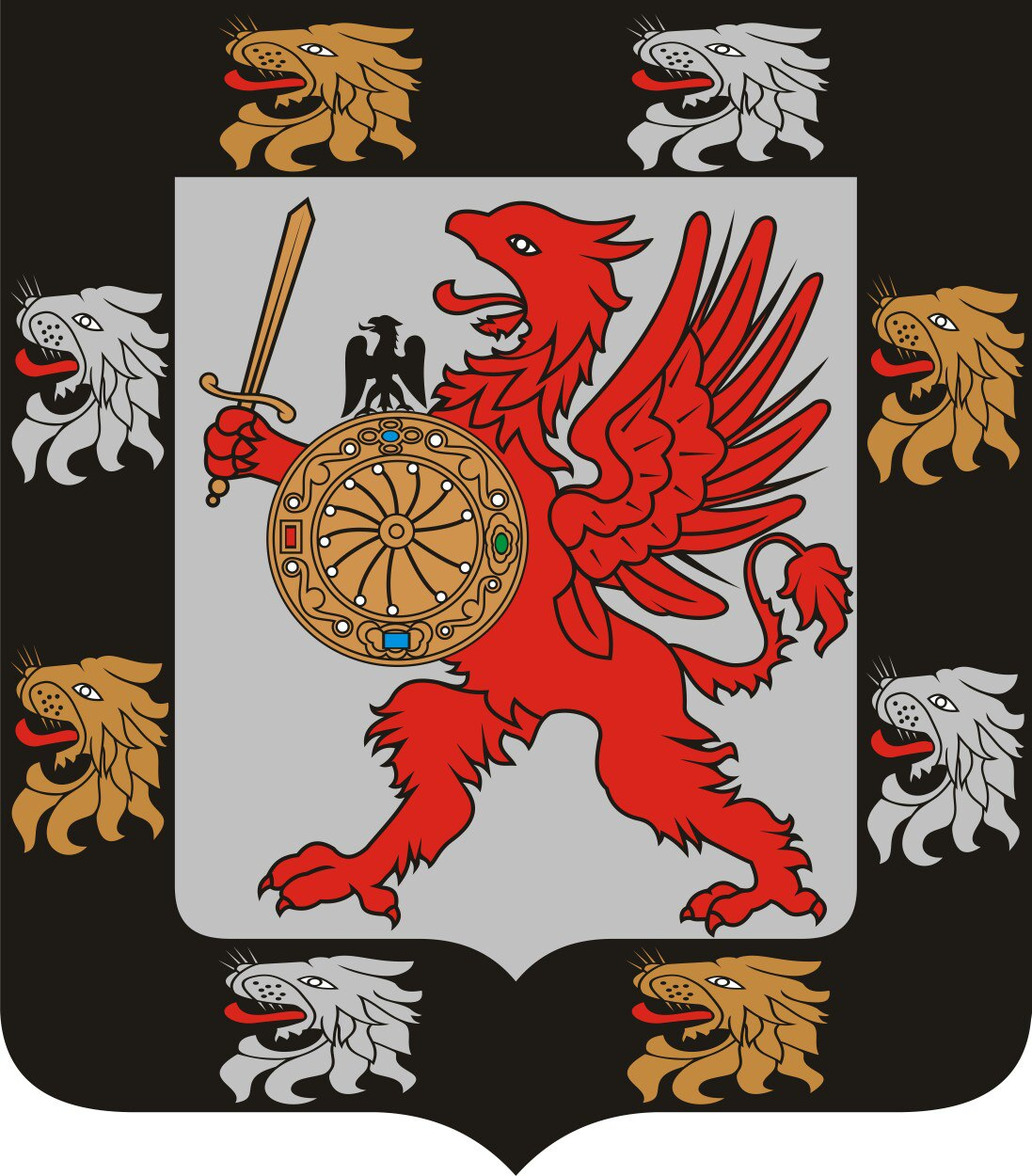

L'Associazione della Famiglia Romanov (in russo Объединение Членов Рода Романовых?, Ob"edinenie Členov Roda Romanovych) è un'organizzazione che lega alcuni discendenti in linea maschile e femminile dell'imperatore Paolo I di Russia. La carica di presidente è ricoperta dal 2017 dalla principessa Ol'ga Andreevna Romanova nonostante il pretendente al trono imperiale russo fosse il Principe Andrej Andreevič Romanov, egli stesso membro dell'associazione.

## Storia
L'idea per la creazione di un'associazione di famiglia fu dei principi Vsevolod Ivanovič, Roman Petrovič e Andrej Aleksandrovič, a capo dei rami della famiglia imperiale detti (dal nome dei capostipiti) dei Konstantinovič, dei Nikolaevič e dei Michailovič per rinforzare i collegamenti fra i membri della famiglia e proteggerla dagli impostori. Dopo la morte del principe Roman Petrovič nel 1978 suo figlio il principe Nicola Romanovič vide che tra le carte paterne c'era tutto quanto poteva servire per creare l'associazione e quindi si mise in contatto con tutti i parenti che erano già stati interrogati dal padre per la creazione dell'associazione, che nacque così l'anno successivo, il 1979, con il principe Dmitrij Aleksandrovič come presidente e il principe Nicola Romanovič come vice presidente.
L'associazione accetta che la monarchia russa legalmente si sia conclusa il 16 marzo (calendario gregoriano) 1917 con il decreto del granduca Michele Aleksandrovič di Russia con cui egli rinunciava al trono e riconosceva il governo provvisorio. L'articolo IV-b dello statuto dell'Associazione recita che "I membri dell'Associazione accettano che tutte le questioni riguardo alla forma di governo in Russia e conseguentemente inoltre tutti gli argomenti di carattere dinastico sono state rimesse alla volontà del valoroso popolo russo tramite il manifesto del granduca Mikail Alexandrovich, che seguì l'abdicazione dell'imperatore Nicola II".
I membri dell'AFR rifiutano le pretese della loro cugina la granduchessa Marija Vladimirovna di Russia come pretendente al trono russo, per motivi compresi negli articoli della legge di successione al trono russo. Come attività caritatevole, l'Associazione tramite il Fondo Romanov per la Russia raccoglie denaro per sviluppare progetti in Russia.

## Membri
L'AFR comprende i discendenti legittimi per linea paterna di Nicola I: benché ampia, non è una lista completa di tutti i discendenti della Casa dei Romanov. Maria Vladimirovna, così come il padre, non vi hanno mai preso parte. L'AFR applica a tutti i suoi membri il titolo di "Principe(ssa) di Russia": quelli viventi sono:
- Principessa Alexandra Rostislavna (n. 1983), nipote del principe Rostislav Aleksandrovič
- Principe Alexis Andreevič (n. 1953), nipote del principe Andrej Aleksandrovič Romanov
- Principe Andrej Andreevič (n. 1923), figlio del principe Andrej Aleksandrovič
- Principe Andrei Andreevič (n. 1963), nipote del principe Andrej Aleksandrovič
- Principessa Anna Pavlovna Romanovskaya-Ilyinskaya (n. 1959), nipote del granduca Dmitrij Pavlovič
- Principessa Catherine Dmitrievna Romanovskaya-Ilyinskaya (n. 1981), pronipote del granduca Dmitrij Pavlovič
- Principe Dimitri Pavlovich Romanovsky-Ilyinsky (n. 1954), nipote del Graduca Dmitrij Pavlovič
- Principessa Elisabetta Nikolaevna (n. 1956), figlia del principe Nicola Romanovič
- Principessa Lela Romanovskaya-Ilyinskaya (n. 1986), pronipote del granduca Dmitrij Pavlovič
- Principessa Marina Vassilievna (n. 1940), figlia del principe Vasilij Aleksandrovič
- Prince Michael Pavlovič (n. 1960), nipote del granduca Dmitri Pavlovič
- Principessa Natalia Nikolaevna (n. 1952), nipote del principe Roman Petrovič
- Principe Nikita Rostislavič (n. 1987), nipote del principe Rostislav Aleksandrovič
- Principessa Olga Andreevna (n. 1950), figlia del principe Andrei Alexandrovič
- Principessa Paula Pavlovna (n. 1956), nipote del granduca Dmitri Pavlovič
- Principe Peter Andreevič (n. 1961), nipote del principe Andrei Alexandrovič
- Principe Rostislav Rostislavič (n. 1985), nipote del principe Rostislav Aleksandrovič
- Principessa Stephena Rostislavna (n. 1963), nipote del principe Rostislav Alexandrovič
- Principessa Tatiana Nikolaevna (n. 1961), nipote del principe Roman Petrovič
- Principessa Viktoria Dmitrievna (n. 1984), pronipote del granduca Dmitri Pavlovič

## Composizione

### Assemblea Generale
- Presidente: Principessa Ol'ga Andreevna Romanova
- Vice Presidente: Principe Rostislav Rostislavovich Romanov

### Membri
- Principe Alexis Andreevich Romanov(USA)
- Principe Nikita Rostislavovich (UK)
- Principessa Natalia Nikolaevna (Italia)
- Principessa Catherine Dmitrievna (USA)
- Principessa Alexandra Rostislavna (UK)

### Presidenti
- Principe Dmitri Alexandrovich (1979-1980)
- Principe Vasilij Aleksandrovič (1980-1989)
- Principe Nicola Romanovič Romanov (1989-2014)
- Principe Dimitrij Romanovič Romanov (2014—2016)
- Principessa Ol'ga Andreevna Romanova (2017-oggi)